# Kölsch

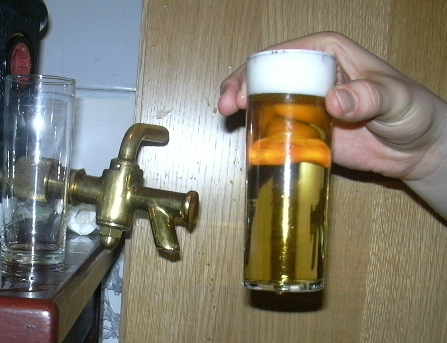
Cerveza Kölsch.

La Kölsch es una especialidad local de cerveza elaborada en Colonia (Alemania). Es una cerveza clara, su tonalidad es amarilla brillante y tiene un gusto prominente, pero no extremo de lúpulo. Comparada a la cerveza "estándar" alemana, Pils, es menos amarga. También, al contrario que la Pils, es una cerveza de alta fermentación, lo que significa que se fermenta con fermento de alta fermentación, entre 15-20 °C, mientras que la Pils se fermenta lentamente en temperaturas mucho más frías. Sin embargo, la levadura de la Kölsch se confunde a menudo con una levadura de baja fermentación de la cerveza debido a que los productores desean conseguir un producto "limpio" de turbideces y "fuerzan" el fermento a trabajar a temperaturas más bajas que las que le son propias. Aunque fermenta más frío que la mayoría de las Ales, definitivamente es una Ale.

## Elaboración y degustación
La Kölsch se debe servir en la temperatura del sótano (alrededor de 10 °C, lejos de la congelación). Se sirve generalmente dentro de vasos cilíndricos largos y delgados, de 20 cl. Este vaso se conoce como Stange, (vara) pero a menudo se les llama un Reagenzglas (tubo de prueba). Recientemente sin embargo, muchas barras han querido satisfacer a sus clientes más sedientos ofreciendo vasos más grandes y menos tradicionales de (0,3 l o 0,4 l) con el mismo formato. Desde 1936 Kölsch también ha estado disponible en forma de botella. La cerveza Kölsch se acompaña a menudo por las delicadezas sencillas de Colonia tales como Halve Hahn (un rodillo de centeno con mantequilla y queso de Holanda untado con mostaza) o Blootwoosch (morcilla).

## Historia
La cerveza se ha elaborado en Colonia desde 874, pero el término Kölsch fue utilizado oficialmente por primera vez en 1918 para describir el tipo de cerveza que había sido elaborado por la cervecería Sünner desde 1906. Este tipo de cerveza elaboró a partir de una variante de la Wiess, similar pero más opaca. Nunca llegó a ser particularmente popular durante la primera mitad del siglo XX, cuando la cerveza más popular era de baja fermentación, así como en el resto de Alemania. Hasta la Segunda Guerra Mundial, había alrededor de 40 cervecerías en Colonia, pero como consecuencia de las devastaciones labradas por la guerra, el número fue reducido a dos.
En 1946 sin embargo, muchas de las cervecerías consiguieron restablecerse. Durante los años 40 y los años 50 la Kölsch todavía no podría emparejar las ventas de la cerveza de baja fermentación, sin embargo en el inicio de los años 60 adquirió gran renombre y alcanzó la hegemonía en el mercado de la cerveza de Colonia. De una producción de simplemente 500.000 hectolitros en 1960, la producción de la cerveza de Colonia alcanzó su máximo en el año 1980, cuando se produjeron 3,7 millones de hectolitros. Debido a los aumentos recientes en precio y hábitos cambiantes de la consumición del alcohol, la venta ha disminuido causando la dificultad económica para muchas de las barras tradicionales de las esquinas (Kölschkneipen) y para cervecerías más pequeñas. Hoy, el consumo anual de Kölsch es aproximadamente de 3 millones de hectolitros.

## Producción
Alrededor de treinta cervecerías producen Kölsch en Colonia y sus alrededores, las más importantes que son Dom, Früh, Gaffel, Gilden, Reissdorf y Sion y la tendencia es hacia la consolidación. La Kölsch es la única cerveza que no se puede elaborar fuera de la región de Colonia, según lo determinado por la convención de Kölsch de 1986. Hay una cláusula con unas excepciones para algunas cervecerías en el área más grande, por ejemplo en Bonn, que fueron establecidas ya en 1986. Sin embargo muchas pequeñas productoras elaboran esta cerveza de manera ilegal en el exterior a baja escala, especialmente en los EE. UU. y Japón
La Kölsch se encuentra en competición directa con la Altbier, la producción de la cual se centra alrededor de Düsseldorf, pero paradójicamente también se produce en todas las principales cervecerías de Colonia; la diferencia entre los dos tipos es de hecho técnicamente leve, la Altbier se fermenta a temperaturas levemente más altas que la Kölsch y usando la malta oscura, dando por resultado un gusto de nuez más notable. La rivalidad entre las ciudades de Colonia y de Düsseldorf, amargas en el pasado pero hoy sobre todo vista con humor, es expresada a menudo por la preferencia de uno de estos tipos de cerveza, y pedir la clase incorrecta en la ciudad incorrecta dio lugar a abusos e incluso violencia en el pasado, aunque un par de bromas sobre los "extranjeros" es, hoy en día, todo en lo que probablemente quedarían. Otro punto sociológico interesante referente a la Kölsch es que su consumo es aceptada por las mujeres a un grado mucho mayor que otras cervezas en Alemania, y también que es bebida a menudo en grupos sociales algo mezclados -- la exclusividad es desaprobada por la cultura cervecera de los bebedores de Kölsch, y hay algún asunto con cervecerías en las que no se venderá ninguna Kölsch con ningunos títulos adicionales como "Premium", "Special", "Extra high quality" o similares.

## Indicación geográfica protegida
La Kölsch es también una indicación geográfica protegida ante la Unión Europea desde el 25 de noviembre de 1997 y ante la Organización Mundial de la Propiedad Intelectual desde el 8 de abril de 2022.
Desde 2024 se comercializa en Venezuela de la mano de Cervecería Polar bajo la marca Solera Kölsch dentro de su colección Placeres Maestros.

## Curiosidades
Karl Marx una vez, comentó que su revolución no podría funcionar en Colonia, puesto que los jefes iban a los mismos pubs que sus trabajadores. Se permite, y se espera de hecho que los camareros de Kölsch en los pubs tradicionales, hablen el dialecto local y hablen de manera bastante áspera, sin refinar, que puede incluir bromas crudas con los clientes.
En 1999, durante una cumbre del G8, el entonces presidente de EE. UU. Bill Clinton hizo a la cervecería Zur Malzmühle (el molino de la malta) una visita sorpresa, acuñando su propia versión del homenaje de John F. Kennedy a la identidad cultural alemana con la frase: "Ich bin ein Kölsch (Yo soy un Kölsch)".